# یواس‌اس مینه‌سوتا (اس‌اس‌ان-۷۸۳)
یواس‌اس مینه‌سوتا (اس‌اس‌ان-۷۸۳) (به انگلیسی: USS Minnesota (SSN-783)) یک زیردریایی است که طول آن 114.9 meters (377 feet) می‌باشد.